# Bejucal (jaciment maia)
Bejucal és un jaciment arqueològic maia al departament del Petén de Guatemala. Està situat 7 km al nord-est d'El Zotz i estava subordinada a aquesta ciutat. Es creu que el jaciment data de la segona meitat del segle iv dC, durant el període clàssic primerenc.

## Ubicació
El jaciment es troba dins del biòtop de San Miguel La Palotada, al municipi de San José, al departament del Petén, al nord de Guatemala. El biòtop forma part de la Reserva de la Biosfera Maia, que limita a l'est amb el Parc Nacional de Tikal i està envoltada per tots costats per zones designades d'ús múltiple de la Reserva. Bejucal està situat a 20 km a l'oest de les ruïnes de Tikal.

## Història
Bejucal va ser la capital original de la dinastia reial que més tard va governar El Zotz, i sembla que van transferir la seva capital a aquesta ciutat.
El general Siyaj K'ak' ('El foc ha nascut'), vinculat a Teotihuacan, va conquerir Bejucal al segle iv, juntament amb molts altres llocs del Petén, inclosa la gran ciutat de Tikal. Un text del jaciment esmenta Siyaj K'ak' com a senyor de Bejucal l'any 381 dC. L'estela 1 de Bejucal també indica que Siyaj K'ak' era senyor de la ciutat propera El Zotz. A partir d'aquesta època, els reis de Bejucal van començar a referir-se a si mateixos com a vassalls de Tikal, el seu veí gegant, utilitzant la frase y ajaw que significa senyor subordinat.
Totes les inscripcions de Bejucal encaixen en un període molt curt de 40 anys a la segona meitat del segle iv, que va acabar al voltant de l'any 396 dC. El cessament sobtat de les inscripcions a Bejucal és possiblement el resultat de l'expansió de l'entorn polític de Tikal.
A finals de la dècada de 1970, Ian Graham va visitar Bejucal i va registrar dues esteles i un altar esculpit.